# Celama leucolopha
Celama leucolopha är en fjärilsart som beskrevs av Turner 1944. Celama leucolopha ingår i släktet Celama och familjen trågspinnare. Inga underarter finns listade i Catalogue of Life.